# Jean-Pierre Demailly
Pour les articles homonymes, voir Demailly.
Jean-Pierre Demailly est un mathématicien français, né le 25 septembre 1957 à Péronne (France) et mort le 17 mars 2022 à Grenoble. Il est professeur des universités à l'université Grenoble-Alpes. Le prix Jean-Pierre Demailly pour la science ouverte en mathématiques porte son nom.

## Biographie
Jean-Pierre Demailly fait ses études à l'École normale supérieure de la rue d'Ulm (promotion 1975), puis effectue sa thèse de 3e cycle et sa thèse de doctorat d'État sous la direction d'Henri Skoda à l'université Paris-VI. 

## Travaux
Le communiqué de l'Académie des sciences pour le prix Mergier-Bourdeix mentionne que « Jean-Pierre Demailly est l'auteur de résultats importants en analyse complexe à plusieurs variables. Certains, comme la caractérisation des variétés algébriques affines par l'existence d'une certaine fonction plurisousharmonique exhaustive, étaient très recherchés. La positivité qu'il définit pour les espaces fibrés holomorphes, l'étude de leurs puissances tensorielles lui donnent des majorations et des critères numériques associés à leurs espaces de cohomologie. Il montre ainsi l'existence d'applications holomorphes, mais résout aussi des problèmes et des conjectures de géométrie algébrique liés à l'amplitude du fibré. D'autre part, les inégalités asymptotiques obtenues donnent des propriétés spectrales pour des opérateurs différentiels importants. Les résultats de Jean-Pierre Demailly, et le développement qu'il a donné aux techniques de l'analyse complexe, ont contribué à ouvrir des perspectives nouvelles. ». Il a également introduit plusieurs notions importantes en géométrie kählérienne (en l’occurrence la notion de cône kählérien).

## Fin de vie
Il meurt le 17 mars 2022 à Grenoble.

## Hommages et distinctions
- Médaille de bronze du CNRS (1981-1982)
- Prix Rivoire (1983), décerné par l'université de Clermont-Ferrand
- Prix Peccot (1986), décerné par le Collège de France
- Prix Carrière (1987), décerné par l'Académie des sciences de Paris
- Prix scientifique IBM pour les mathématiques (1989)
- Prix Dannie Heineman de l'Académie des sciences de Göttingen (1991)
- Prix Mergier-Bourdeix (1994), grand prix de l'Académie des sciences de Paris
- Prix Humboldt de collaboration internationale, de la Société Max-Planck (1996)
- Prix Simion-Stoilow de l'Académie roumaine (conjointement avec Mihai Paun) (19/12/2006)
- Prix Stefan-Bergman (2015)
- Prix Heinz-Hopf (2021)

Le prix Jean-Pierre Demailly pour la science ouverte en mathématiques est créé en 2024 en son honneur.
En 2025, la Société mathématique de France publie un numéro spécial de sa gazette en sa mémoire.

## Publications
- Jean-Pierre Demailly, Analyse numérique et équations différentielles, EDP Sciences, coll. « Grenoble Sciences », mai 2016, 4e éd., vii+368 (ISBN 978-2-7598-1926-3 et 978-2-75982-004-7, SUDOC 193172267, présentation en ligne).
- Jean-Pierre Demailly, Analytic methods in algebraic geometry, Pékin, Higher Education Press, Beijing, coll. « Surveys of Modern Mathematics » (no 1), 2012, viii+231 (MR 2978333).
- José Bertin, Jean-Pierre Demailly, Luc Illusie et Chris Peters, Introduction à la théorie de Hodge, Paris, Société Mathématique de France, coll. « Panoramas et Synthèses » (no 3), 1996, vi+273 (ISBN 2-85629-049-3, MR 1409818).